# Сельментаузенское сельское поселение
Сельментаузенское се́льское поселе́ние — муниципальное образование в Веденском районе Чечни Российской Федерации.
Административный центр — село Сельментаузен.

## История
Статус и границы сельского поселения установлены Законом Чеченской Республики от 20 февраля 2009 года № 14-РЗ «Об образовании муниципального образования Веденский район и муниципальных образований, входящих в его состав, установлении их границ и наделении их соответствующим статусом муниципального района и сельского поселения».

## Население
| 2010  | 2012  | 2013  | 2014  | 2015  | 2016  | 2017  |
| ----- | ----- | ----- | ----- | ----- | ----- | ----- |
| 1297  | ↗1315 | ↘1304 | ↗1325 | ↗1365 | ↗1400 | ↗1420 |
| 2018  | 2019  | 2020  | 2021  | 2023  | 2024  |       |
| ↗1429 | ↗1454 | ↗1469 | ↘1442 | ↗1464 | ↗1482 |       |

## Состав сельского поселения
| № | Населённый пункт | Тип населённого пункта       | Население |
| - | ---------------- | ---------------------------- | --------- |
| 1 | Дуц-Хутор        | село                         | ↗388      |
| 2 | Кель-Аул         | село                         | →0        |
| 3 | Сельментаузен    | село, административный центр | ↗909      |